# A3 (Portugal)
L'Autoestrada A3 (autopista A3) o Autoestrada de Entre-Douro-e-Minho és l'autopista portuguesa, que connecta Porto amb Valença, continuant fins a la frontera amb Espanya, connectant les subregions Área Metropolitana do Porto, Ave, Cávado i Alto Minho, pertanyents a la Regió Nord, amb una longitud total de 112 km.
L'A3 és operada per la concessionària Brisa i passa pels districtes de Porto, Braga i Viana do Castelo. Té peatge, i l'ampliació de l'A 3 costa 8,15 € per a un vehicle de classe 1.
Finalitzat el 1998, és l'eix fonamental que connecta el nord d'Espanya i Galícia, en una longitud de 112 km. L'autopista comença a la Via de Cintura Interna, al cor de la ciutat de Porto i després de sortir de l'A4, cap a l'est, a Águas Santas i Ermesinde, passant per les proximitats dels pols industrial i econòmic de Maia i Alfena, travessa la fèrtil regió de Santo Tirso, Trofa i Famalicão, apropant-se a la ciutat dels arquebisbes. Des de Braga es dirigeix al senyorial Ponte de Lima i allà comença la magnífica travessia de la Serra de Arga, cap a la Vall del Minho, a Valença, on es troba amb Galícia.
A l'octubre de 2012 es va completar l'ampliació de 2 a 3 carrils entre el peatge de Maia i l'encreuament Trofa/Santo Tirso.
L'A3 forma part de la carretera europea E01, que continua fins a la ciutat de la Corunya.